# Борошешть (Ясси)
Борошешть, Борошешті (рум. Boroșești) — село у повіті Ясси в Румунії. Входить до складу комуни Скинтея.
Село розташоване на відстані 301 км на північ від Бухареста, 23 км на південь від Ясс.

## Населення
За даними перепису населення 2002 року у селі проживали 943 особи, усі — румуни. Усі жителі села рідною мовою назвали румунську.